# Lwówek (gemeente)
De gemeente Lwówek is een stad- en landgemeente in het Poolse woiwodschap Groot-Polen, in powiat Nowotomyski.
De zetel van de gemeente is in Lwówek.
Op 30 juni 2004 telde de gemeente 9136 inwoners.

## Oppervlakte gegevens
In 2002 bedroeg de totale oppervlakte van gemeente Lwówek 183,5 km², waarvan:
- agrarisch gebied: 73%
- bossen: 19%

De gemeente beslaat 18,14% van de totale oppervlakte van de powiat.

## Demografie
Stand op 30 juni 2004:
| Omschrijving                   | Totaal | Totaal | Vrouwen | Vrouwen | Mannen | Mannen |
| ------------------------------ | ------ | ------ | ------- | ------- | ------ | ------ |
| eenheid                        | aantal | %      | aantal  | %       | aantal | %      |
| inwoners                       | 9136   | 100    | 4616    | 50,5    | 4520   | 49,5   |
| bevolkingsdichtheid (inw./km²) | 49,8   | 49,8   | 25,2    | 25,2    | 24,6   | 24,6   |

In 2002 bedroeg het gemiddelde inkomen per inwoner 1425,47 zł.

## Aangrenzende gemeenten
Duszniki, Kuślin, Kwilcz, Miedzichowo, Międzychód, Nowy Tomyśl, Pniewy